# Trish Thuy Trang
Trish Thuy Trang,  é uma cantora e compositora Vietnamita Americana, nascida em Saigon. Sua música é um som eclético da música pop asiática misturado com música estilo ocidental. Ela escreve as letras e a melodia da maioria das música que canta. Ela aparece em vídeos da Asia Entertainment  para a comunidade musical vietnamita e colabora com a Asia Entertainment e Triple T Productions para produção de CDs. Trish Thuy Trang é uma das primeiras cantoras vietnamitas a aparecer no iTunes, onde seu quarto CD Trish pode ser baixado. Seu quinto álbum, intitulado Shades of Blue, foi lançado em abril de 2008. Seu sexto álbum, intitulado "Whispers" foi lançado em 2010.

## Vida pessoal
Trish casou em uma cerimônia budista em outubro de 2010. Seu marido, Nghia e em 2012 eles tiveram um filho, chamado Nio. Em sua página Facebook, ela explicou "O nome dele é Budista e significa o guardião de Buda e protetor dos estimados valores e crenças, contra o mal."
Em Janeiro de 2014, Trish anunciou novamente estar grávida, desta vez de uma menina, e postou imagem do ultrassom de seu bebê em sua página de Facebook.

## Discografia

### Álbuns
- Don't Know Why (1998)

1. Don't Know Why
2. My Destiny
3. One and One
4. Once Again (Dueto com Le Tam)
5. You're My Life
6. Everyday (Rap por Le Tam)
7. Ichiban (All this Time)
8. That's Why (You Go Away) (Dueto com Lam Nhat Tien)
9. Autumn Leaves
10. Day Dream

- I'll Dream of You (1999)

1. I'll Dream of You
2. Eternal Love
3. Big Big World
4. Every Little Thing
5. If U Wanna Be My Love
6. Together Again
7. I Can't Cry
8. I Love You Baby (Versão lenta)
9. Naked & Sacred
10. Secret Place

- Siren (2002)

1. Does He Know
2. Siren
3. Paper Lantern Night
4. If Only You Knew
5. Crossing Over
6. Letter From The Moon
7. Only Time Will Tell
8. Sway *Dj Slim's Bumpin' Mix*
9. The Day You Went Away
10. Thuong Anh

- Trish (2005)

1. No Turning Back (Participação especial de Justin Nguyen)
2. Up And Down
3. Lie To Me
4. Not My Day
5. Without A Trace
6. Middle of Nowhere
7. Like No Other
8. Too Little And Too Late
9. Such A Girl (Dueto come Chrstine Thuy Huong)
10. In My Fantasy
11. Ever After
12. Up And Down (Remix vietinamita)

- Shades of Blue (2008)

1. Ice Queen
2. Kimi Ga Suki
3. Shades of Blue
4. Goodbye To Yesterday (Apresentando Chosen One)
5. Dieu Gi Do
6. More We Get Together
7. Lucky
8. Above And Beyond
9. You've Broken My Heart
10. Hollow
11. Co Be Doi Hon
12. Carousel (Dueto com Thai Doanh Doanh)

- Whispers (2009)

1. Whispers
2. Happy Together
3. Cau Chuyen Gian Hon
4. What Will I Do
5. Give Me Time
6. Endless Tears
7. Vung Bien Vang
8. Twilight Dreams
9. Shooting Star
10. Mau Mu Anh Va Mau Ao Em (remix)
11. Reason To Smile
12. Goodbye

### Singles
- Secret Place

1. Secret Place
2. I Love You Baby

- Without A Trace

1. Without A Trace (Dj Slim's Break of Dawn)
2. Stay A While (Dj Slim's Deep Tunnel Dub)
3. Without A Trace (Instrumental)
4. Stay A While (Instrumental)

### Compilações
- The Best of Trish 1 (2001)

CD 1
1. I'll Dream of You
2. I've Never Thought
3. One & One
4. Season In The Sun
5. All This Time
6. Don't Know Why
7. Toi Nho Ten Anh
8. Once Again
9. I Love You Baby
10. Tinh Linh

CD 2
1. Eternal Love
2. Big Big World
3. Autumn Leaves
4. Chi La Giac Mo Qua
5. Day Dream
6. My Destiny
7. Rhythm of The Rain
8. Together Again
9. A Secret Place
10. The Year of The Dragon

- The Best of Trish 2 (2004)

CD 1
1. Sukiyaki
2. Somewhere In Time
3. The Chase
4. Sway
5. My Turn To Cry
6. Faith In Ecstasy
7. Does He Know
8. Lonely Night
9. The Day You Went Away

CD 2
1. Seal It Forever
2. Someway
3. Deep In My Heart
4. Crossing Over
5. If You Only Knew
6. Only Time Will Tell
7. Siren
8. Stay A While
9. Xuan Hop Mat

### Colaborações
- Waiting For You (2003)

1. Waiting For You
2. Lie To Me (Por Jacqueline Thuy Tram)
3. Seal It Forever (Por Da Nhat Yen e Trish Thuy Trang)
4. Stay A While (Por Trish Thuy Trang)
5. Faith (Por Jacqueline Thuy Tram)
6. You'll Be Sorry
7. Giot Sau Trong Mua (Por Jacqueline Thuy Tram e Trish Thuy Trang)
8. Adult Ceremony (Por Da Nhat Yen)
9. Lovely (Por Jacqueline Thuy Tram e Trish Thuy Trang)
10. The Chase (Por Cardin, do Asia 4 e Trish Thuy Trang)

- Merry Christmas (2006) (álbum de colaboração com Asia 4)

### DVDs
- The Best of Trish - All My Favorite Songs (Vídeo e Karaokê)

1. I've Never Thought
2. Paper Lantern Night
3. I'll Dream of You
4. Season In The Sun
5. All This Time
6. Don't Know Why
7. Toi Nho Ten Anh
8. Once Again
9. I Love You Baby
10. Tinh Linh

- Trish DVD Video: 2 Hours Special

1. A Day With TRISH
2. Faith in Ecstasy
3. Crossing Over
4. Deep in My Heart
5. Stay A While
6. Seal It Forever
7. Sukiyaki
8. Some Way
9. Siren
10. If You Only Knew

- Trish MTV DVD - Ever After

1. Lovely
2. No Turning Back (Com Justin)
3. Letter From The Moon
4. Without A Trace
5. Up And Down
6. Beyond The Sea
7. Lie To Me Cameo By Evan
8. In My Fantasy
9. Like No Other
10. Middle Of Nowhere
11. Such A Girl (Dueto com Christine Thuy Huong)
12. May Lang Thang (Dueto com Kieu Nga)
13. Thuong Anh (Com Spencer)
14. Joe Le Taxi
15. Too Little Too Late
16. Tinh Thu Cua Linh
17. Ever After
18. Trish Medley (Com Chosen; Paper Lantern Night, Big Big World, Day Dream, Without A Trace , Don’t Know Why, I’ll Dream Of You)
19. Trish’s Crib
20. Not My Day
21. Bloopers And Outtakes

- Asia 16 - One And One
- Asia 17 - Once Again
- Asia 18 - Beautiful Sunday & Seasons In The Sun
- Asia 19 - Don’t Know Why
- Asia 20 - Autumn Leaves
- Asia 21 - Tình Lính
- Asia 22 - Day Dream
- Asia 23 - Chỉ Là Giấc Mơ
- Asia 24 - Secret Place & Techno Remix Medley
- Asia 25 - I Love You Baby
- Asia 26 - Rhythm Of The Rain
- Asia 27 - The Year Of The Dragon
- Asia 28 - Eternal Love
- Asia 29 - Tôi Nhớ Tên Anh
- Asia 30 - I’ll Dream Of You & Never On Sunday
- Asia 31 - Together Again & Khúc Nhạc Vui
- Asia 32 - Siren
- Asia 33 - Paper Lantern Night
- Asia 34 - Only Time Will Tell
- Asia 35 - Does He Know
- Asia 36 - Thương Anh
- Asia 37 - Crossing Over
- Asia 38 - My Destiny
- Asia 39 - Khúc Nhạc Mừng Xuân & Xuân Họp Mặt
- Asia 40 - Stay A While
- Asia 41 - The Chase (Com Cardin)
- Asia 42 - Sukiyaki
- Asia 43 - No Turning Back (Com Justin Nguyen)
- Asia 44 - Without A Trace
- Asia 45 - Beyond The Sea
- Asia 46 - Middle Of No Where
- Asia 47 - In My Fantasy
- Asia 48 - Mây Lang Thang (Com Kieu Nga)
- Asia 49 - Joe Le Taxi
- Asia 50 - Tình Thư Của Lính (Com o Asia 4)
- Asia 51 - Trish Medley
- Asia 52 - Anh Cứ Hẹn
- Asia 53 - Above And Beyond
- Asia 54 - Điều Gì Đó
- Asia 55 - This is the Time (Com Evan)
- Asia 56 - Kimigasuki
- Asia 57 - Ice Queen
- Asia 58 - Tell Me Why (dueto com Doanh Doanh & Cardin)
- Asia 59 - L/K Elsa: Quelque Chose Dans Mon Cœur & Être Ensemble
- Asia 60 - Sẽ Có Mốt Ngày (featuring Doanh Doanh)
- Asia 61 - Màu Mũ Anh, Màu Áo Em (Com Spencer)
- Asia 62 - Tình Là Sợi Tơ (Com Đoàn Phi)
- Asia 63 - Medley: I Love Her, Happy Together (Com Mai Thanh Son)
- Asia 64 - Vung Bien Vang
- Asia 66 - Heal the world
- Asia 67 - Whispers